# Richie Towell
Pour les articles homonymes, voir Towell.
Richie Towell  est un footballeur irlandais né le 14 juillet 1991 à Dublin. Il joue à partir de 2016 au poste d'attaquant pour le club de Salford City.

## Carrière
Richie Towell commence le football dans un des clubs formateurs du nord de Dublin, le Crumlin United. Il rejoint ensuite le centre de formation du Celtic Football Club. Après trois ans de formation il intègre le groupe professionnel et fait ses grands débuts en équipe première en novembre 2010. Ce jour-là il entre sur le terrain en remplacement du hollandais Jos Hooiveld au cours d'une rencontre contre Inverness CT. Ses débuts sont remarqués puisqu'il fait une passe décisive à son coéquipier Paddy McCourt.
Mais Towell n'arrive pas à s'intégrer durablement dans le groupe professionnel. La direction du Celtic décide de le prêter fin janvier 2011 et jusqu'à la fin de la saison au club d'Édimbourg le Hibernian Football Club.

Lors de la saison 2015 du championnat d'Irlande, il remporte le titre de champion, et termine meilleur buteur du championnat, avec 25 réalisations en 33 matchs. Il inscrit notamment un quadruplé face au club de Drogheda United le 18 septembre 2015.
Le 31 août 2017, il est prêté à Rotherham United.
Le 31 août 2018, il est prêté de nouveau à Rotherham United.

## Palmarès

### En club
Dundalk
- Championnat d'Irlande
  - Champion : 2014 et 2015

- Coupe d'Irlande
  - Vainqueur : 2015

Salford City
- EFL Trophy
  - Vainqueur : 2020

Shamrock Rovers
- Championnat d'Irlande
  - Champion : 2021 et 2022